# Heterothripidae
Heterothripidae (лат.) — семейство трипсов. Северная и Южная Америка. Все представители имеют 9-члениковые усики. Сенсорный орган (sensoria) располагается на третьем и четвёртом члениках антенн, образуя кольцевидные структуры. Характерен высокий уровень видоспецифичности в выборе хозяев (Mound & Marullo, 1996), окукливаются в шёлковых коконах в почвенном слое. Исключение представляет паразитический вид Aulacothrips dictyotus, который питается и окукливается на тергитах равнокрылого насекомого Aethalion reticulatum (из семейства цикад Aetalionidae), эктопаразитом которого является (Izzo et al., 2002).

## Распространение
Неарктика, Неотропика. Самый крупный род Heterothrips встречается от США на севере ареала до Аргентины на его юге, а остальные рода характерны для тропических регионов.

## Систематика
В мировой фауне 4 современных рода и около 70 видов, в том числе 60 видов из рода Heterothrips. Некоторые авторы (Bhatti, 2006) выделяют семейство Heterothripidae в отдельное надсемейство Heterothripoidea, а род Aulacothrips из-за его необычной биологии выделяют в самостоятельное семейство Aulacothripidae.
- Aulacothrips Hood, 1952[6][7]
  - Aulacothrips dictyotus Hood, 1952 — Бразилия[8][3]
  - Aulacothrips minor Cavalleri, Kaminski & Mendonca, 2010 — Бразилия[9][10]
- Heterothrips Hood, 1908[11]
- Lenkothrips De Santis & Sureda, 1970[12]
  - Lenkothrips daedali Ulitzka, 2003 — Французская Гвиана[13][14]
  - Lenkothrips sensitivus De Santis & Sureda, 1970 — Бразилия[15][16]
    - =Heterothrips (Lenkothrips) sensitivus De Santis & Sureda, 1970
- Scutothrips Stannard, 1972[17]
  - Scutothrips byrsonimae Mound & Marullo, 1996 — Коста-Рика[18][1]
  - Scutothrips incaensis Stannard, 1972 — Перу[19][20]
  - Scutothrips nudus (Moulton, 1932) — Бразилия[21]
    - =Heterothrips moreirai Moulton, 1932

  - Scutothrips peruvianus (Hood, 1936) — Перу[22]
    - =Heterothrips peruvianus Hood, 1936